# موزه ملی هنرهای سده ۲۱
موزه ملی هنرهای سده ۲۱ (به ایتالیایی: MAXXI - Museo nazionale delle arti del XXI secolo) یک موزه در ایتالیا است که در Municipio II واقع شده‌است.